# Laccophilus tarsalis
Laccophilus tarsalis är en skalbaggsart som beskrevs av Sharp 1882. Laccophilus tarsalis ingår i släktet Laccophilus och familjen dykare. Inga underarter finns listade i Catalogue of Life.